# Drosophila lusaltans
Drosophila lusaltans este o specie de muște din genul Drosophila, familia Drosophilidae, descrisă de Magalhaes în anul 1962.
Este endemică în Haiti. Conform Catalogue of Life specia Drosophila lusaltans nu are subspecii cunoscute.